# Liste der Traktormodelle der Porsche-Diesel-Motorenbau
Diese Liste der Traktormodelle der Porsche-Diesel-Motorenbau beinhaltet alle Traktormodelle, die zwischen 1956 und 1963 von der Porsche-Diesel-Motorenbau gebaut wurden. Neben kleineren Traktoren mit Ein- und Zweizylindermotor baute das Unternehmen auch größere Schlepper mit Drei- und Vierzylindermotor.

## Modellübersicht

### Modelle mit Einzylindermotor
| Typ | Bauzeit   | Gewicht     | Motor                                            | Getriebe               | Reifen              | Bild |
| --- | --------- | ----------- | ------------------------------------------------ | ---------------------- | ------------------- | ---- |
| A 111 | 1956      | 890 kg      | 1-Zylinder-Dieselmotor luftgekühlt 12 PS 822 cm³ | Getrag Gänge 4 V / 4 R | v 4.00-15 h 8.00-24 |      |
| Nach der Übernahme von Allgaier bis Mitte 1956 weiterproduziert. Dann durch P 111 ersetzt. |           |             |                                                  |                        |                     |      |
| P 111 | 1956–1957 | 845 kg      | 1-Zylinder-Dieselmotor luftgekühlt 12 PS 822 cm³ | Getrag Gänge 4 V / 4 R | v 4.00-15 h 8.00-24 |      |
| Entspricht technisch dem A 111. Wurde als P 111 K (Kurzversion) und P 111 L (Langversion) hergestellt.                                                                                                  |           |             |                                                  |                        |                     |      |
| Junior 108 | 1957–1963 | 880–1020 kg | 1-Zylinder-Dieselmotor luftgekühlt 14 PS 822 cm³ | ZF A 4 Gänge 6 V / 2 R | v 4.50-16 h 8.00-24 |      |
| Modellgruppe, bestehend aus den Varianten K (Kurzversion), L (Langversion), KH (Kurzversion mit Hydrokupplung), LH (Langversion mit Hydrokupplung), S (Schmalspurversion) und V (vereinfachte Version). |           |             |                                                  |                        |                     |      |
| Junior 4 | 1958      | 845 kg      | 1-Zylinder-Dieselmotor luftgekühlt 14 PS 822 cm³ | Getrag Gänge 4 V / 4 R | v 4.50-16 h 8.00-24 |      |
| Auch als 108-4 bezeichnet, mit 4-Gang-Wendegetriebe, entsprach technisch dem P 111, Sonderserie mit 150 Exemplaren.                                                                                     |           |             |                                                  |                        |                     |      |
| Junior 109 | 1961–1963 | 875–880 kg  | 1-Zylinder-Dieselmotor luftgekühlt 15 PS 875 cm³ | ZF A 4 Gänge 6 V / 2 R | v 4.50-16 h 8.00-24 |      |
| Modellgruppe, bestehend aus den Varianten KH (Kurzversion mit Hydrokupplung), LH (Langversion mit Hydrokupplung), S (Schmalspurversion) und G (vereinfachte Version).                                   |           |             |                                                  |                        |                     |      |

### Modelle mit  Zweizylindermotor
| Typ | Bauzeit   | Gewicht      | Motor                                                | Getriebe                       | Reifen               | Bild |
| --- | --------- | ------------ | ---------------------------------------------------- | ------------------------------ | -------------------- | ---- |
| AP 16 | 1956      | 1115 kg      | 2-Zylinder-Dieselmotor luftgekühlt 16 PS 1374 cm³    | Getrag oder ZF Gänge 5 V / 1 R | v 4.5-16 h 8.00-24   |      |
| Nach der Übernahme von Allgaier bis Mitte 1956 weiterproduziert. Dann durch AP 18 ersetzt.                                   |           |              |                                                      |                                |                      |      |
| AP 18 | 1956–1958 | 1255 kg      | 2-Zylinder-Dieselmotor luftgekühlt 18 PS 1531 cm³    | Getrag oder ZF Gänge 5 V / 1 R | v 4.60-16 h 8.00-24  |      |
| Nachfolger des AP 16. Ähnlich dem AP 22, jedoch ohne ölhydraulische Kupplung und damit etwas günstiger.                      |           |              |                                                      |                                |                      |      |
| AP 22 | 1956      | 1350 kg      | 2-Zylinder-Dieselmotor luftgekühlt 22 PS 1531 cm³    | Getrag oder ZF Gänge 5 V / 1 R | v 4.50-16 h 8.00-24  |      |
| Als Normalversion N und Schmalspurversion S erhältlich.                                                                      |           |              |                                                      |                                |                      |      |
| A 122 | 1956      | 1250 kg      | 2-Zylinder-Dieselmotor luftgekühlt 22 PS 1644 cm³    | Getrag oder ZF Gänge 5 V / 1 R | v 5.00-16 h 10.00-28 |      |
| Nach der Übernahme von Allgaier bis Mitte 1956 weiterproduziert. Dann durch P 122 ersetzt.                                   |           |              |                                                      |                                |                      |      |
| P 122 | 1956      | 1450 kg      | 2-Zylinder-Dieselmotor luftgekühlt 22 PS 1644 cm³    | Getrag oder ZF Gänge 5 V / 1 R | v 5.00-16 h 10.00-28 |      |
| Nachfolger des A 122 ab Sommer 1956, nach kurzer Zeit durch den Standard 208 ersetzt.                                        |           |              |                                                      |                                |                      |      |
| Standard N 208 | 1957      | 1450 kg      | 2-Zylinder-Dieselmotor luftgekühlt 25 PS 1644 cm³    | Getrag oder ZF Gänge 5 V / 1 R | v 5.00-16 h 10.00-28 |      |
| Entsprach technisch dem P 122, wurde nach kurzer Zeit durch den Standard AP 218 ersetzt.                                     |           |              |                                                      |                                |                      |      |
| Standard AP 218 | 1958–1963 | 1332–1347 kg | 2-Zylinder-Dieselmotor luftgekühlt 20/22 PS 1644 cm³ | Getrag oder ZF Gänge 5 V / 1 R | v 4.50-16 h 10-28    |      |
| War mit 20 und 22 PS erhältlich. Auch als Schmalspurversion S gebaut.                                                        |           |              |                                                      |                                |                      |      |
| Standard N 218 | 1958–1963 | 1347 kg      | 2-Zylinder-Dieselmotor luftgekühlt 25 PS 1644 cm³    | Getrag oder ZF Gänge 5 V / 1 R | v 4.50-16 h 10-28    |      |
| Auch als Ausführung H mit ölhydraulischer Kupplung, als vereinfachte Version V und als Version S (Schmalspurversion) gebaut. |           |              |                                                      |                                |                      |      |
| Standard T 217 | 1960–1962 | 1110 kg      | 2-Zylinder-Dieselmotor luftgekühlt 20 PS 1374 cm³    | Getrag G 408 Gänge 8 V / 2 R   | v 4.50-16 h 8-24     |      |
| Preiswerte Tragschlepper mit mehr Leistung als die Junior-Reihe, beachtliche 6800 Einheiten wurden gebaut.                   |           |              |                                                      |                                |                      |      |
| Standard Star 219 | 1960–1962 | 1510 kg      | 2-Zylinder-Dieselmotor luftgekühlt 30 PS 1750 cm³    | Deutz T 25 Gänge 8 V / 2 R     | v 5.50-16 h 11-28    |      |
| Tragschlepper mit einer Vielzahl aus Ausstattungsmöglichkeiten.                                                              |           |              |                                                      |                                |                      |      |
| Standard Star 238 | 1961–1962 | 1340 kg      | 2-Zylinder-Dieselmotor luftgekühlt 26 PS 1629 cm³    | Deutz T 25 Gänge 8 V / 2 R     | v 5.50-16 h 10-28    |      |
| Technisch nahezu gleich wie von Standard Star 219, jedoch etwas weniger Hubraum und Leistung.                                |           |              |                                                      |                                |                      |      |

### Modelle mit Dreizylindermotor
| Typ | Bauzeit   | Gewicht | Motor                                             | Getriebe                       | Reifen            | Bild |
| --- | --------- | ------- | ------------------------------------------------- | ------------------------------ | ----------------- | ---- |
| A 133 | 1956      | 1840 kg | 3-Zylinder-Dieselmotor luftgekühlt 33 PS 2467 cm³ | Getrag oder ZF Gänge 5 V / 1 R | v 5.50-16 h 10-28 |      |
| Nach der Übernahme von Allgaier bis Mitte 1956 weiterproduziert. Dann durch P 133 ersetzt.                                                             |           |         |                                                   |                                |                   |      |
| P 133 | 1956      | 1625 kg | 3-Zylinder-Dieselmotor luftgekühlt 33 PS 2467 cm³ | Getrag oder ZF Gänge 5 V / 1 R | v 5.50-16 h 10-28 |      |
| Nachfolger vom A 133, wurde nach nur einem Jahr vom Super 308 abgelöst.                                                                                |           |         |                                                   |                                |                   |      |
| Super 308 | 1957–1960 | 1618 kg | 3-Zylinder-Dieselmotor luftgekühlt 38 PS 2467 cm³ | Getrag oder ZF Gänge 5 V / 1 R | v 5.50-16 h 10-28 |      |
| Modellgruppe, bestehend aus den Varianten N (Normalversion), S (Schmalspurversion) und L (Langversion).                                                |           |         |                                                   |                                |                   |      |
| Super B 308 | 1957–1961 | 2460 kg | 3-Zylinder-Dieselmotor luftgekühlt 38 PS 2467 cm³ | Getrag oder ZF Gänge 5 V / 1 R | v 5.00-20 h 13-30 |      |
| Speziell für die Baubranche konzipierte Version des Super 308 in gelber Farbe.                                                                         |           |         |                                                   |                                |                   |      |
| Super L 318 | 1960      | 2000 kg | 3-Zylinder-Dieselmotor luftgekühlt 40 PS 2467 cm³ | ZF A 216 Gänge 8 V / 4 R       | v 6.00-20 h 11-36 |      |
| Neu entwickeltes Modell, dass nach kurzer Bauzeit vom Super L 319 abgelöst wurde.                                                                      |           |         |                                                   |                                |                   |      |
| Super L 319 | 1960–1963 | 2000 kg | 3-Zylinder-Dieselmotor luftgekühlt 40 PS 2625 cm³ | ZF A 216 Gänge 8 V / 4 R       | v 6.00-20 h 11-36 |      |
| Nachfolgemodell des Super L 318 mit nur geringfügig verbessertem Motor.                                                                                |           |         |                                                   |                                |                   |      |
| Super 309 | 1961–1963 | 1700 kg | 3-Zylinder-Dieselmotor luftgekühlt 40 PS 2625 cm³ | Getrag oder ZF Gänge 5 V / 1 R | v 5.50-16 h 10-28 |      |
| Nachfolgemodell des Super 308 mit verbessertem Motor, in der Normalversion N, Schmalspurversion S und in der vereinfachten Exportversion V erhältlich. |           |         |                                                   |                                |                   |      |
| Super B 309 | 1961–1963 | 2580 kg | 3-Zylinder-Dieselmotor luftgekühlt 40 PS 2625 cm³ | Getrag oder ZF Gänge 5 V / 1 R | v 7.50-18 h 13-30 |      |
| Nachfolgemodell des Super B 308. |           |         |                                                   |                                |                   |      |
| Super Export 329 | 1961–1963 | 1585 kg | 3-Zylinder-Dieselmotor luftgekühlt 35 PS 2625 cm³ | Deutz T 25 Gänge 8 V / 2 R     | v 6.50-16 h 11-28 |      |
| Herstellerbezeichnung „Landbaumaschine“ mit umfangreicher Ausstattung.                                                                                 |           |         |                                                   |                                |                   |      |
| Super 339 | 1962      | 1585 kg | 3-Zylinder-Dieselmotor luftgekühlt 30 PS 2625 cm³ | Deutz T 25 Gänge 8 V / 2 R     | v 5.50-16 h 10-28 |      |
| Preisgünstige Version des Super Export 329 mit etwas weniger Leistung.                                                                                 |           |         |                                                   |                                |                   |      |

### Modelle mit Vierzylindermotor
| Typ | Bauzeit         | Gewicht | Motor                                             | Getriebe                       | Reifen            | Bild |
| --- | --------------- | ------- | ------------------------------------------------- | ------------------------------ | ----------------- | ---- |
| A 144 | 1956            | 2235 kg | 4-Zylinder-Dieselmotor luftgekühlt 44 PS 3288 cm³ | ZF A 17 Gänge 6 V / 1 R        | v 6.00-20 h 13-30 |      |
| Nach der Übernahme von Allgaier bis Mitte 1956 weiterproduziert. Dann durch P 144 ersetzt.                                                                                                  |                 |         |                                                   |                                |                   |      |
| P 144 | 07/1956–03/1958 | 2235 kg | 4-Zylinder-Dieselmotor luftgekühlt 44 PS 3288 cm³ | ZF A 17 Gänge 6 V / 1 R        | v 6.00-20 h 13-30 |      |
| Gleich wie A 144. Nur wenige Exemplare gefertigt, da rasch durch Master 408 ersetzt. |                 |         |                                                   |                                |                   |      |
| Master 408 | 03/1958–1960    | 2450 kg | 4-Zylinder-Dieselmotor luftgekühlt 50 PS 3288 cm³ | ZF A 20/18 II Gänge 7 V / 1 R  | v 6.00-20 h 13-30 |      |
| Nachfolgemodell des P 144. Verkaufszahlen blieben gering. |                 |         |                                                   |                                |                   |      |
| Master 418 | 4/1960–12/1960  | 2100 kg | 4-Zylinder-Dieselmotor luftgekühlt 50 PS 3288 cm³ | ZF A 216 Gänge 8 V / 4 R       | v 6.00-20 h 13-30 |      |
| Mit rund 800 Einheiten recht erfolgreicher Porsche-Großschlepper. |                 |         |                                                   |                                |                   |      |
| Master 419 | 12/1960–1963    | 2100 kg | 4-Zylinder-Dieselmotor luftgekühlt 50 PS 3500 cm³ | ZF A 216 Gänge 8 V / 4 R       | v 6.00-20 h 13-30 |      |
| Große Ähnlichkeit zum Master 418, jedoch Motor mit mehr Hubraum und höherer maximaler Drehzahl.                                                                                             |                 |         |                                                   |                                |                   |      |
| Master 428 | 1961            | 1888 kg | 4-Zylinder-Dieselmotor luftgekühlt 50 PS 3289 cm³ | ZF oder Getrag Gänge 5 V / 1 R | v 6.00-20 h 13-30 |      |
| Als Inlandsvariante N und Exportvariante V (vereinfachten Version mit Muschelkotflügel) und S gebaut. Vorversion des Master 429 mit anderem Motor.                                          |                 |         |                                                   |                                |                   |      |
| Master 429 | 1961–1962       | 1788 kg | 4-Zylinder-Dieselmotor luftgekühlt 50 PS 3500 cm³ | ZF oder Getrag Gänge 5 V / 1 R | v 6.00-20 h 13-30 |      |
| Als Inlandsvariante N und Exportvariante V (vereinfachten Version mit Muschelkotflügel) gebaut. Exportversion überwog zahlenmäßig deutlich. Bis auf den Motor baugleich wie der Master 428. |                 |         |                                                   |                                |                   |      |
| Master 409 | 1962–1963       | 2575 kg | 4-Zylinder-Dieselmotor luftgekühlt 50 PS 3500 cm³ | ZF A 20/18 II Gänge 7 V / 1 R  | v 6.00-20 h 13-30 |      |
| Aus Restteilen zusammengesetzt. Nur rund 50 Stück produziert. |                 |         |                                                   |                                |                   |      |